# متحف ثيرا ما قبل التاريخ

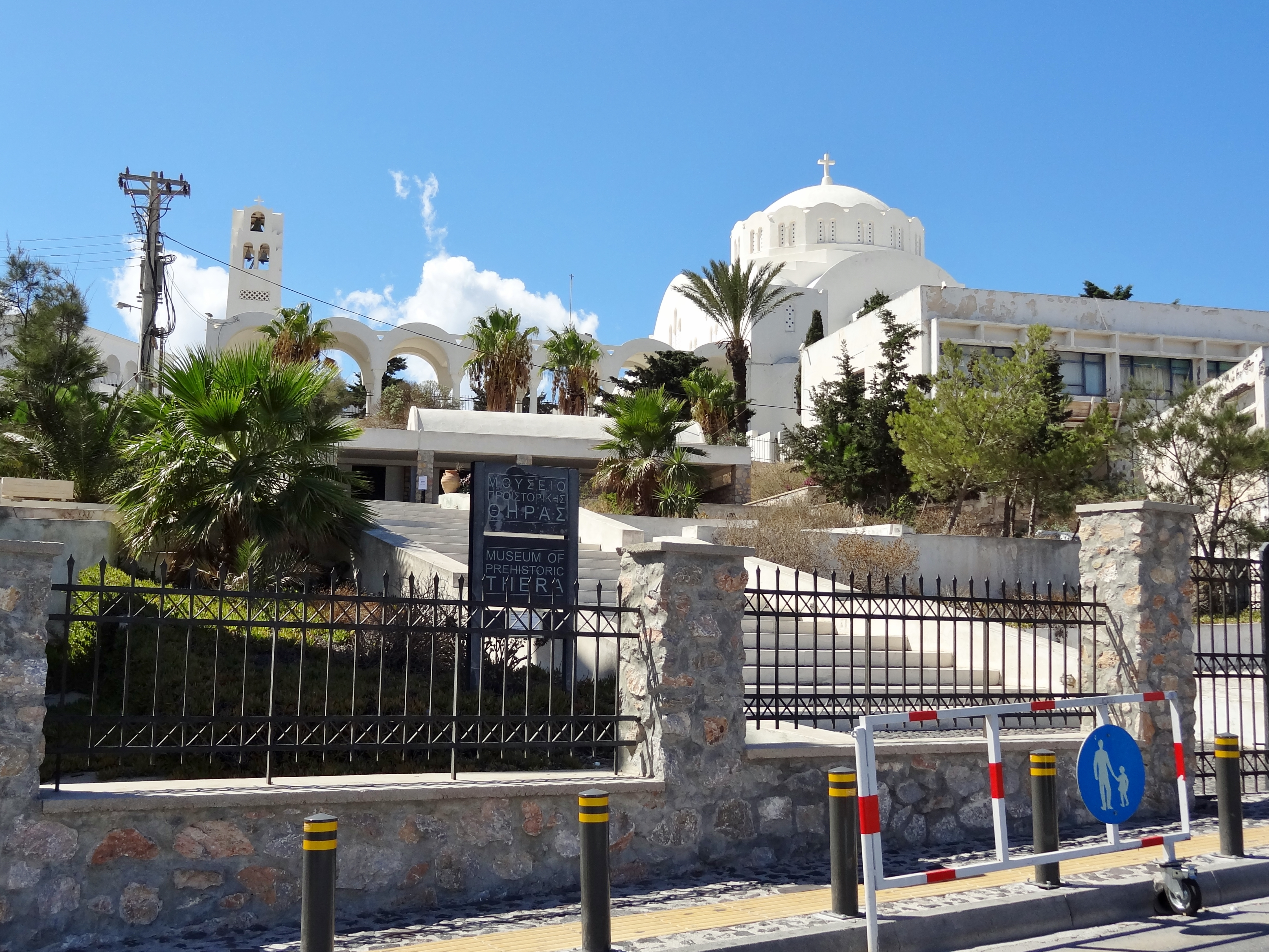
مدخل المتحف

متحف ثيرا ما قبل التاريخ (باليونانية: Μουσείο Προϊστορικής Θήρας)‏ يقع في فيرا، على جزيرة سانتوريني في اليونان. بني على أنقاض كنيسة يبابانتي قديمة كانت قد دمرت بفعل زلزال 1956.
يضم المتحف عدداً كبيراً جداً من القطع الأثرية القديمة التي جمعت من الحفريات المختلفة في سانتوريني، كمواقع أكروتيري (في الجزء الجنوبي الغربي من الجزيرة، وتقع على شبه جزيرة) وموقع بوتاموس القريب.
أجريت أول الحفريات في سانتوريني من قبل العالم الجيولوجي الفرنسي فوك عام 1867، بعد أن عثر السكان المحليين على قطعٍ أثرية قديمة في محجر. في وقت لاحق، في الفترة 1895-1900، أجرى عالم الآثار الألماني البارون فردريش هيلير فون غارترينغين حفريات كشفت عن أنقاض ثيرا القديمة في ميسا فونو. ركز على مستوطنات القرن التاسع قبل الميلاد، معتقداً أن الموقع هو مستعمرة أسبرطة.

## المعروضات

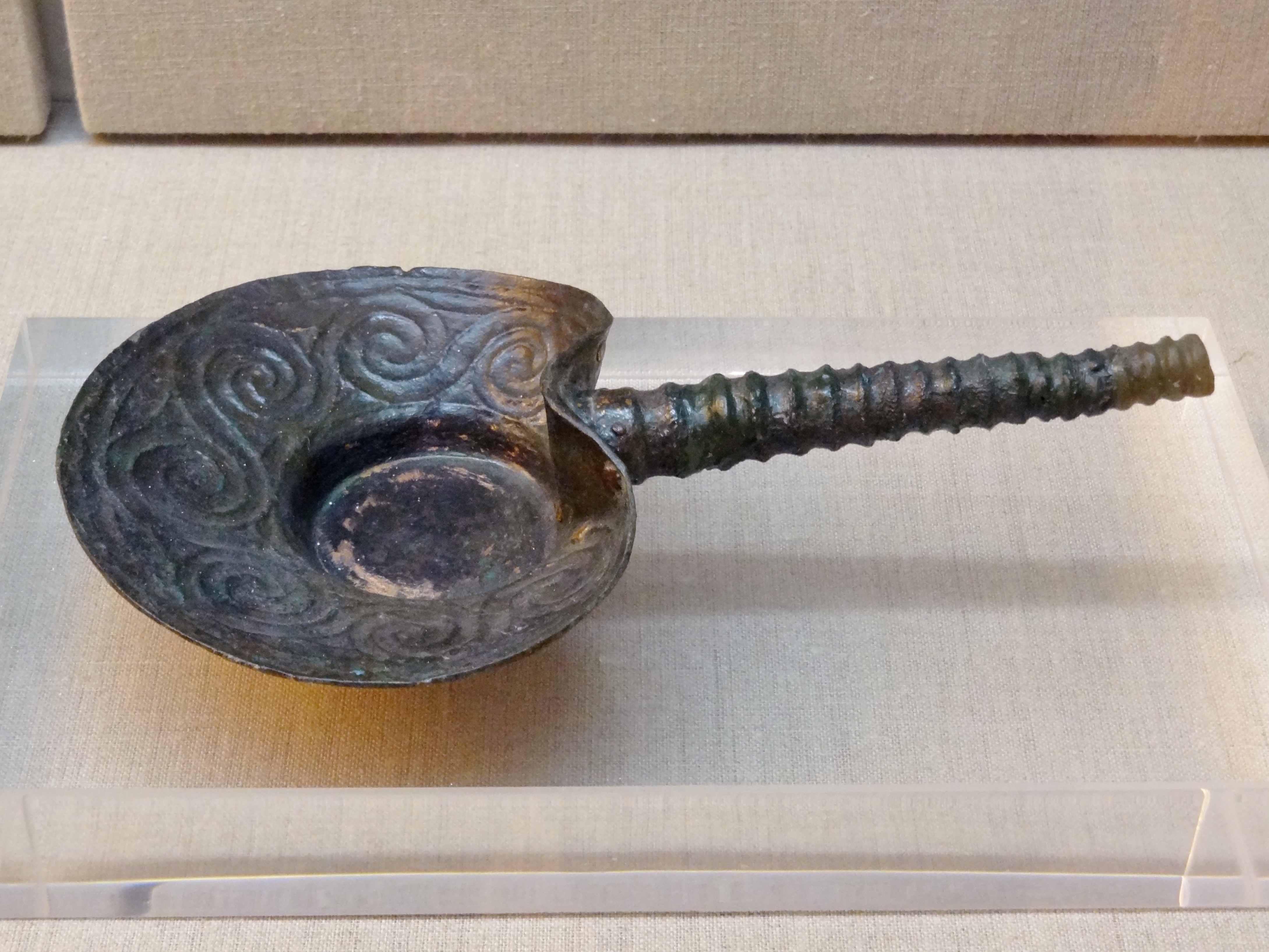
حامل البخور البرونزي من أكروتيري، 1700 قبل الميلاد

يغطي المتحف تاريخ الجزيرة بدءاً من العصر الحجري الحديث حتى فترة الحضارة الكيكلادية. يعود تاريخ أكروتيري إلى عام 3300 قبل الميلاد.
تم ترتيب المجموعات حسب ترتيبها الزمني، وتشمل تماثيل من السيراميك ومنحوتات ومجوهرات ولوحات جدارية وأشياء تعبر عن طقوس. كما فسّرت بعض الموجودات شبكة اتصالات الجزيرة الخارجية المعقدة.
توضخ موجودات المتحف الفخار الذي يعود للعصر الحجري الحديث الذي وجد على الجزيرة، والفن الصقلي الذي تمثّل بتماثيل الرخام والفخار.

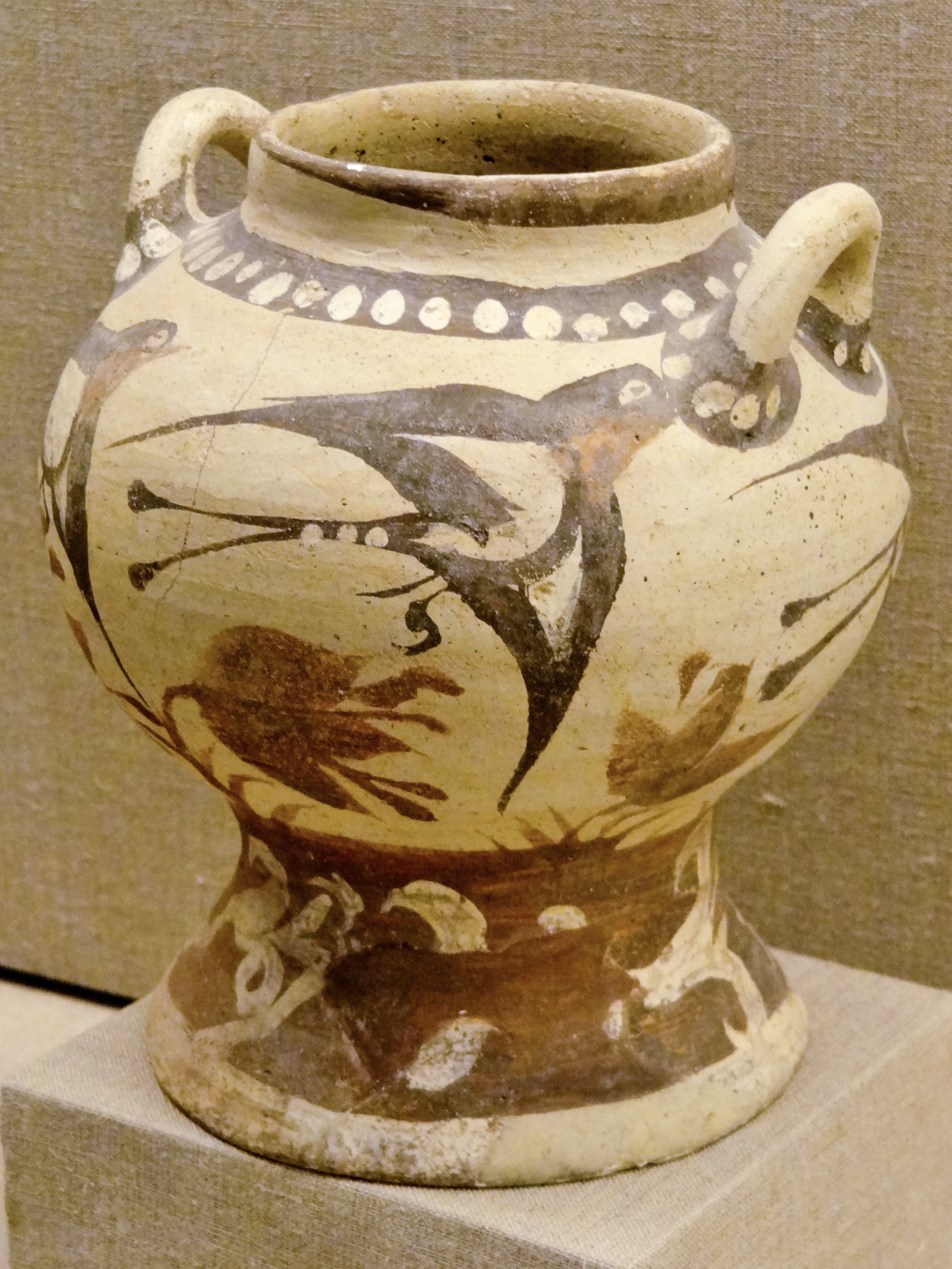
جرة خزفية مزخرفة بطيور السنونو من أكروتيري، 1700 قبل الميلاد. متحف ثيرا القديمة

على وجه الخصوص، محموعة كاستري توضح المرحلة الانتقالية من أواخر العصر الصقلي الثاني إلى أواخر العصر الصقلي الثالث. جلبت القطع الأثرية ذات الصلة من جزر كريستيانا وأكروتيري.
تمثَّل الفخار الصقلي الأوسط بمجموعة من أباريق الطيور المثيرة للإعجاب، غلب عليه صور طائر السنونو. يعود تاريخ هذه القطع إلى الفترة بين القرنين العشرين والثامن عشر قبل الميلاد وعصر عليها في فتيلوس وميغالوتشوري وأكروتيري. أما القطع التي تمثل الفترة الصقلية المبكرة فجلبت من عدة مواقع.